# Acidurie fumarique
 Mise en garde médicale
L'acidurie fumarique se manifeste in utero  par un hydramnios, une dilatation des ventricules du cerveau associée à des anomalies cérébrales. Chez le nouveau-né, elle se manifeste par des troubles neurologiques importants, des difficultés à l'alimentation, une croissance anormale avec hypotonie. Des convulsions avec microcéphalie sont habituelles. L'hypotonie est surtout axiale avec hypertonie des membres et des mouvements athétosiques. Une dysmorphie faciale est reportée. Les autres anomalies comprennent une polycythémie, une neutropénie et une leucopénie avec une hépatosplénomégalie. L'imagerie cérébrale montre une hypomyélinisation non spécifique, une atrophie cérébrale, une dilatation des carrefours ventriculaires, une agénésie du corps calleux, une malformation de Dandy-Walker et une polymicrogyrie.
La plupart des enfants décèdent dans l'enfance, les survivants ont un retard psychomoteur très important.
Le diagnostic est possible et peut se faire soit par:
- Dosage de l'activité de la fumarase dans les cellules amniotiques
- Dosage de la concentration de la fumarate dans le liquide amniotique mais avec une discrimination parfois difficile entre un fœtus homozygote ou hétérozygote (porteur).
- Recherche de la mutation si celle-ci est connue chez le père et la mère.

Il n'y a que quelques dizaines de cas connus dans le monde. Cependant, et à cause de l'effet fondateur, cette maladie est très répandue parmi les 10 000 membres de l'Église fondamentaliste de Jésus-Christ des saints des derniers jours, cette communauté descendant à 75-80 % de Joseph Smith Jessop et John Y. Barlow.